# Tany
Tany (Scandentia) je řád malých hmyzožravých savců podobných veverce, pocházející z jihovýchodní Asie. Celý řád tany (Scandentia) se skládá z 20 druhů v 5 rodech a 2 čeledích; tany pravé (Tupaiidae) a tany péroocasé (Ptilocercidae). Vyskytují se ovšem názory, že toto rozdělení druhů je již zastaralé a zanedbává nové poznatky z oboru molekulární biologie.
Čeledi Ptilocercidae a Tupaiide jsou si navzájem anatomicky velmi odlišné. S mnohými z těchto rozdílů se pojí jejich různá denní aktivita a snad i dlouhé nezávislé odloučení ze společné evoluční trajektorie.
Tany jsou denní tvorové, jedinou výjimku tvoří tany péroocasé (Ptilocercidae). Ty jsou, na rozdíl od tan pravých (Tupaiinae), nočními živočichy.
Tany žijí buď na stromech, to ve většině případů, nebo na zemi. Stromové druhy, jako například tana malá (Tupaia minor) jsou znatelně menší, mají slabě vyvinuté drápky, krátký čumák a mají kratší, širší zadní nohy. Jejich ocas je delší než hlava s tělem dohromady. Tento dlouhý ocas používají především k získání rovnováhy při šplhání po větvích a kmenech stromů a keřů.
Terestrické druhy zastoupené například tanou filipínskou (Urogale everetti) jsou větší s kratším ocasem a jejich oči jsou posunuty více do stran. Díky tomu mají lepší přehled o možných predátorech. Mají také silnější drápky, které používají k vyhrabávání hmyzu ze země. Tany se všeobecně pohybují hbitě jak na zemi, tak i ve větvích díky jejich pohyblivým prstům, které i terestrickým druhům umožňují vyšplhat na keře.

## Od veverek k samostatnému řádu
Jako první popsal tany přírodovědec a chirurg kapitána Jamese Cooka, William Ellis v roce 1780. Když tany poprvé spatřil, myslel si, že se jedná o veverky. Tany jsou na první pohled veverkám opravdu velice podobné a díky podobnému, téměř až stejnému způsobu života mají spoustu podobných rysů. Ani domorodci je navzájem nerozlišují a mají pro veverky i tany jedno společné jméno tupai. Toto místní jméno bylo základem pro rodové jméno tan, Tupaia, a čeleď Tupaiidae. Mezi veverky byly zařazeny celých 40 let.
Poté, co se jim začala věnovat pozornost a mimo jiné i díky jejich chrupu, který odpovídá chrupu hmyzožravců, byly taxonomicky přeřazeny mezi hmyzožravce jako příbuzné rejsků.
V roce 1922 byly díky studii anatoma Wilfreda Le Gros Clarka přeřazeny mezi primáty, jako jejich nejprimitivnější zástupci, kde tvořily přechodný článek mezi hmyzožravci a poloopicemi.
V následujících letech měly některé autority pochybnosti o této fylogenetické větvi a nakonec vyřadily tany z primátů. Nyní tany tvoří samostatný řád tany (Scandentia) a tvoří přechodný článek mezi primáty a hlodavci, resp. zajícovci.
Tany jsou velmi starobylou skupinou savců. Řád tany (Scandentia) se od společné větve s primáty oddělil zřejmě před více než 80 miliony let, tany péroocasé (Ptilocercidae) se od tan pravých (Tupaiide) oddělily přibližně před 63 miliony lety.

## Druhy

### Tany pravé (Tupaiidae)

#### Tupaia
- tana severní (Tupaia belangeri) Wagner, 1841
- tana pruhovaná (Tupaia dorsalis) Schlegel, 1857
- tana obecná (Tupaia glis) Diard, 1820
- tana štíhlá (Tupaia gracilis) Thomas, 1893
- tana mentavejská (Tupaia chrysogaster) Miller,1903
- tana sumaterská (Tupaia javanica) Horsfield,1822
- tana horská (Tupaia montana) Thomas, 1892
- tana malá (Tupaia minor) Günther, 1876
- tana dlouhoprstá (Tupaia longipes) Thomas, 1893
- tana nikobarská (Tupaia nicobarica) Zelebor, 1869
- tana palawanská (Tupaia palawanensis) Thomas, 1894
- tana pestrá (Tupaia picta) Thomas, 1892
- tana rudoocasá (Tupaia splendidula) Gray, 1865
- tana velká (Tupaia tana) Raffles, 1821
- Tupaia moellendorffi Matschie, 1898

#### Anathana
- tana indická (Anathana elloti) Waterhouse, 1850

#### Urogale
- tana filipínská (Urogale everetti) Thomas, 1892

#### Dendrogale
- tana tenkoocasá (Dendrogale murina) Schlegel & Müller, 1843
- tana bornejská (Dendrogale melanura) Thomas, 1892

### Tany péroocasé (Ptilocercidae)

#### Ptilocercus
- tana péroocasá (Ptilocercus lowii) Gray, 1848